# چاه گنبد تلخ
چاه گنبد تلخ یک منطقهٔ مسکونی در ایران است که در دهستان دوکوهه واقع شده‌است. چاه گنبد تلخ ۳۳ نفر جمعیت دارد.